# Invision Power Board
Invision Power Board (ufficialmente IP.Board ma spesso abbreviato in IPB, già IPForum) è un'applicazione web prodotta dalla Invision Power Services, Inc e scritta in PHP, che consente la creazione e la gestione di un forum di discussione.
È una delle board commerciali più utilizzate ed il principale concorrente di vBulletin, in ambito open source concorre invece con phpBB, FluxBB, MyBB e altri.

## Descrizione
IP.Board memorizza le informazioni necessarie in un database (tipicamente MySQL, ma anche altri DBMS sono supportati) e grazie all'interazione con questo, offre una vasta gamma di opzioni e caratteristiche.
I punti di forza di quest'applicazione web sono sicuramente la facilità d'uso, grazie anche al pannello di amministrazione intuitivo ma potente, e la praticità tale da consentire la personalizzazione anche agli utenti meno esperti.
IP.Board è adatto ad ogni esigenza, da quelle personali (forum amatoriali e communities tematiche) a quelle professionali (forum di supporto tecnico o di assistenza) anche se i cambi di licenza (da quella Trial a quella obbligatoriamente Proprietaria) durante gli anni, hanno limitato gli usi del software alla sfera professionale.

## Database Supportati
Il pacchetto standard di IP.Board include i driver MySQL.
Tuttavia, al momento dell'acquisto di IP.Board è possibile acquistare i driver per i database Oracle o Microsoft SQL Server

## Licenza
Si vedano le condizioni di licenza ufficiali (EN) .

## Ultime pubblicazioni
- Serie 4.4x - 24 aprile 2018;[1]
- Serie 4.0x - 13 settembre 2014;[2]
- Serie 3.2x - 3.2.3: 21 dicembre 2011;
- Serie 3.2x - 3.2.1: 9 agosto 2011;
- Serie 3.1x - 3.1.4: 18 novembre 2010;
- Serie 3.0x - 3.0.5: 8 dicembre 2009;
- Serie 2.3x - 2.3.6: 2 ottobre 2008;
- Serie 2.2x - 2.2.2: 22 febbraio 2007;
- Serie 2.1x - 2.1.7: 13 luglio 2006;
- Serie 2.0x - 2.0.4: 4 maggio 2005;
- Serie 1.3x - 1.3.1: 8 agosto 2004

### Estensioni
Sono disponibili diversi plug-in gratuiti o a pagamento, che permettono l'aggiunta di funzionalità che IP.Board di base non possiede.
Inoltre, è possibile acquistare direttamente alla IPS, Inc. moduli ufficiali che si integrano perfettamente con IP.Board con tanto di supporto ufficiale.

### Moduli Ufficiali
Qui di seguito vengono elencati i moduli ufficiali disponibili per IP.Board, ovviamente a pagamento ma con supporto ufficiale

#### Invision Power Gallery
Il primo modulo ufficiale prodotto dalla IPS, Inc. per IP.Board fu Invision Power Gallery (oggi IP.Gallery), un plug-in che permette agli utenti del forum la creazione e la gestione di album fotografici pubblici e privati integrati appunto nella board.

#### Invision Power Blog
A seguire, fu distribuito Invision Power Blog (oggi IP.Blog), un modulo che permette agli utenti della community la creazione e la gestione di un proprio blog.

#### Invision Power Downloads
Come suggerisce il nome, questo terzo modulo ufficiale permette agli amministratori di un forum di creare un'area download integrata, con tanto di sezioni e permessi, da cui gli utenti abilitati possono scaricare diversi tipi di files.

### Plug-In di Terze Parti
Come già accennato, diversi sviluppatori PHP mettono a disposizione la loro esperienza e le loro capacità di programmatori per creare e distribuire, gratuitamente o non, plug-in o modifiche al core di IP.Board in modo da aggiungere nuove funzioni.